# Amino co de ji
『amino co dé ji』は、早瀬優香子の2枚目のオリジナル・アルバム。1986年09月15日にシックスティレコード（販売元は日本フォノグラム）より発売された。

## 概要
- サウンドプロデュースを西平彰5曲、日向敏文2曲、矢野誠2曲と3分割され彼女の他のアルバムと違い統一感がないのは、楽曲選びをプロデューサーと早瀬本人で半分づづ選曲したから。
- タイトルの「amino co dé ji」は早瀬優香子本人が考えた造語。
- ペンネーム“CECILE”名義で、早瀬優香子本人が4曲を作詞。
- 「2/3 amino co de ji」はプロモーション・ビデオが製作されているが、現在まで未発売。

## 収録曲
1. My Storm
  - 作詞：竹花いち子／作曲：MAYUMI／編曲：西平彰
2. 2/3 amino co dé ji
  - 作詞：CECILE／作曲：日向敏文／編曲：日向敏文

※東洋水産『2/3ヌードル』CMソング。
3. 我儘娘は眠りの中
  - 作詞：竹花いち子／作曲：佐藤隆／編曲：西平彰
4. マリー・ラフォレはもう聞かせないで
  - 作詞：秋元康／作曲：矢野顕子／編曲：西平彰
5. 祭
  - 作詞：CECILE／作曲：矢野誠／編曲：矢野誠
6. テレフォン・アレルギー
  - 作詞：竹花いち子／作曲：村松邦男／編曲：西平彰
7. 耳の中の部屋
  - 作詞：竹花いち子／作曲：桐ヶ谷仁／編曲：西平彰
8. 大きな言語と小さな願望
  - 作詞：CECILE／作曲：矢野誠／編曲：矢野誠
9. シニアな記憶
  - 作詞：CECILE／作曲：日向敏文／編曲：日向敏文

※「シニアな記憶」終了後、「ララバイ」のインスト・ヴァージョンが収録されている。

## クレジット
N・Project
「My Storm」「我儘娘は眠りの中」「テレフォン・アレルギー」「耳の中の部屋」
- Producer：三野明洋
- Director：大野修（SIXTY RECORDS）
- Engineer：藤野成喜

Assisted：原口宏
- Lyrics：竹花いち子
- Recorded：PHONOGRAM STUDIO

H・Project
「2/3 amino co de ji」「シニアな記憶」
- Producer：日向敏文
- Director：高橋修（TYRELL CORP.）
- Engineer：志村明
- Lyrics：CECILE
- Recorded：A.V.R.STUDIO

Y・Project
「祭」「大きな言語と小さな願望」
- Producer：矢野誠
- Director：三野明洋
- Engineer：藤野成喜

Assisted：原口宏
- Lyrics：CECILE
- Recorded：PHONOGRAM STUDIO
- Total Producer：三野明洋（SIXTY RECORDS）
- Art Director：児玉敦
- Designer：保田薫（GRAPHIC PARADISE）
- Photographer：上田義彦

## 発売形態
| 形態 | 発売日         | 品番      | 発売元                           | 備考 |
| ---- | -------------- | --------- | -------------------------------- | --- |
| LP   | 1986年09月15日 | 28SL-6    | SIXTY RECORDS/日本フォノグラム   | |
| CT   | 1986年09月15日 | 28ST-6    | SIXTY RECORDS/日本フォノグラム   | |
| CD   | 1986年09月15日 | 32SD-6    | SIXTY RECORDS/日本フォノグラム   | |
| CD   | 2018年02月07日 | PROT-1228 | ユニバーサルミュージック合同会社 | ※2018年デジタル・リマスタリング。タワーレコード限定（Tower To The People）の再発売。10曲目にボーナストラックとして「私は女」を追加収録。 |